# アスリートネットワーク
一般社団法人アスリートネットワーク（Athlete-network）は、日本のトップアスリートにより結成された団体。アスリートを通じた社会貢献活動、アスリート支援、スポーツ教室及びイベント並びに大会の開催などの事業を実施しいている。

## 概要
次世代に経験を伝えることや現役トップアスリートの支援、引退後のセカンドキャリア支援などを目的に柳本晶一と朝原宣治らを中心に関西を拠点とするアスリートにより2010年に結成。

## メンバー
- 柳本晶一（理事長・バレーボール）
- 松下浩二（副理事長・卓球）
- 鈴木桂治（事長・柔道）
- 髙橋礼華（事長・バドミントン）
- 土性沙羅（事長・レスリング）
- 山本　篤（事長・陸上/走幅跳/スノーボード）
- 沖口　誠（事長・体操）
- 築城昌拓（事長・ラグビー）
- 清水邦広（事長・バレーボール）